# Qeqertarsuaq (ø)
77°25′N 70°45′V / 77.417°N 70.750°V
 For alternative betydninger, se Qeqertarsuaq (flertydig). (Se også artikler, som begynder med Qeqertarsuaq)
Qeqertarsuaq (dansk: Herbert Ø) er en ø i Avannaata Kommune, i det nordvestlige Grønland.
Øen er 223 km2 stor. Her ligger den i dag forladte by Qeqertarsuaq. Den blev forladt i 1990-tallet, og bruges i dag kun som sommerboplads for folk fra Qaanaaq. Den ligger ca 22 km vest for Qaanaaq, og kan ses herfra.
Navnet betyder Stor ø, og er også navnet på andre øer i Grønland. Disko hedder det samme (på grønlandsk), og der er også en anden ø i kommunen med samme navn (Qeqertarsuaq (Upernavik)). 

## Links
- Billeder fra Herbert Ø Arkiveret 19. oktober 2004 hos  Wayback Machine
- Historiske billeder fra Herbert Ø Arkiveret 27. september 2007 hos  Wayback Machine